# Rene Maurin
Rene Maurin, slovenski režiser, * 1971, Maribor
Ob študiju arhitekture se je pričel navduševati nad gledališčem in filmom, zaradi česar je prekinil študij in se vpisal na zagrebško Akademijo dramskih umetnosti, kjer je študiral pod mentorstvom Georgija Para in Tomislava Durbešića. Diplomiral je s praizvedbo besedila TO mladega slovenskega avtorja Roka Vilčnika, ki je bilo nagrajeno na Tednu slovenske drame v Kranju leta 2000.
Po diplomi se je ukvarjal predvsem s snemanjem dokumentarnih filmov v produkciji Televizije Slovenija. Leta 2001 je prevzel vodstvo Mestnega gledališča Ptuj, ki so ga v njegovem mandatu generalno obnovili, in ga vodil do oktobra 2008. 
Režira predvsem v Sloveniji in na Hrvaškem, kjer je za svoje delo prejel tudi nekaj pomembnejših nagrad.

## Delo

### Gledališče
- M. Krleža, Golgota - Rekviem za družbeno pravičnost, Kazalište Virovitica, Virovitica
- D. Harrower, Črni kos, Imaginarni, Cankarjev dom
- P. A. C. de Beaumarchais, Seviljski Brivec, Hrvaško narodno gledališče, Split
- T. Williams, Igra za dve osebi, Mestno gledališče Ptuj
- R. Maurin, Proslava ob dnevu generala Maistra, Protokol RS
- R. Vilčnik, A. T. Linhart, Micka, Mestno gledališče Ptuj
- P. Svetina Mrožek dobi očala, Lutkovno gledališče Maribor
- S. Grum, Dogodek v mestu Gogi, Hrvaško narodno gledališče, Osijek
- P. Vogel, Desdemona ali igra o robčku, Hrvaško narodno gledališče, Osijek
- A. Schnitzler, Café amoral, Mestno gledališče Ptuj
- J. P. Sartre, Za zaprtimi vrati, HKD Teatar, Reka
- L. Hübner, Creeps, Mestno gledališče Ptuj
- R. Vilčnik, Mravljinčar ali gozd rdečih sadežev, ITI Center (hrvaško), Motovun
- grupa avtorjev, V mojih čevljih, Prvi oder, Prva gimnazija, Maribor
- R. Vilčnik, TO, Drama Slovenskega narodnega gledališča, Maribor
- R. Maurin, Audiction, Intercontinental, Zagreb
- F. Arrabal, Tricikel, ADU, Zagreb
- H. Pinter, Strežni jašek, ADU, Zagreb
- H. Barker, Art for sale, ADU, Zagreb

### Film
- R. Maurin, Svetlo črna, kratki igrani film, AGRFT Ljubljana
- G. Trušnovec, Kaliber 0.46, Televizija Slovenija
- R. Maurin, G. Trušnovec, Suma sumarum, Televizija Slovenija
- R. Maurin, S. Pečovnik, Življenje od znotraj, Televizija Slovenija
- R. Maurin, Videl sem Elvisa!, Televizija Slovenija
- R. Maurin, KramArt, Televizija Slovenija

### Radio
- J. Sigsgard, Robin Hood, risanka za ušesa, Hrvaška radiotelevizija, Zagreb
- W. Bauer, Dreamjockey, Hrvaška radiotelevizija, Zagreb

### Prevodi
- T. Williams, Igra za dve osebi
- A. Ayckbourn, Kalisto 7

## Nagrade
- Zlati smeh, 31. Dnevi satire, Zagreb
- Fabljan Šovagovič, 13. Festival igralca Arhivirano 2009-03-07 na Wayback Machine. (hrvaško), Vinkovci
- Zlati Lev, 6. Mednarodni festival komornega gledališča Arhivirano 2009-03-09 na Wayback Machine., Umag
- Zlati smeh, 29. Dnevi satire, Zagreb